# Obergartzem
Obergartzem ist ein Stadtteil der Stadt Mechernich im Kreis Euskirchen in Nordrhein-Westfalen. 
Zwischen dem Kloster in Antonigartzem und dem Ort wurde eine alte keltisch-römische Siedlung nachgewiesen.
Dort war einst eine Burg; sie war Sitz des bedeutenden Geschlechtes derer von Gertzen, die auch in Sinzenich eine Burg hatten und die heute noch bestehende Burg Langendorf bei Zülpich.
Im Zentrum des Ortes liegt die Sankt-Hubertus-Kirche.
Am 1. Juli 1969 wurde Obergartzem nach Veytal eingemeindet.
Am 1. Januar 1972 wurde die Gemeinde Veytal (mit Ausnahme des Ortsteils Schwerfen, der zur Stadt Zülpich kam) in die Gemeinde (heute Stadt) Mechernich eingegliedert.

## Verkehr
Die VRS-Buslinie 808 der RVK verbindet den Ort mit Mechernich und Euskirchen. Zusätzlich verkehren einzelne Fahrten der auf die Schülerbeförderung ausgerichteten Linie 868.
| Linie | Betreiber | Verlauf |
| ----- | --------- | --- |
| 808   | RVK       | Euskirchen Bf – Euenheim – Wißkirchen – Obergartzem – Firmenich – Schaven – Kommern – (Kommern-Süd –) Mechernich Stiftsweg – Mechernich Bf (– Roggendorf – Denrath – Kalenberg – Wallenthal – Wallenthalerhöhe – Kall Bf) |
| 868   | Schäfer   | Satzvey – Obergartzem – Firmenich – (Kommern – Katzvey) / (Schaven – Gehn) – Mechernich Bf → Mechernich Feytal |

## Persönlichkeiten
- Josef Linden (1926–2017), Landrat des Kreis Euskirchen von 1976 bis 1994